# Columnea filamentosa
Columnea filamentosa är en tvåhjärtbladig växtart som beskrevs av L.E. Skog. Columnea filamentosa ingår i släktet Columnea och familjen Gesneriaceae. Inga underarter finns listade i Catalogue of Life.